# Maniola narica
Maniola narica är en fjärilsart som beskrevs av Jacob Hübner 1818. Maniola narica ingår i släktet Maniola och familjen praktfjärilar. Inga underarter finns listade i Catalogue of Life.